# Nico Müller
Nico Sebastian Müller (Thun, 1992. február 25. –) svájci autóversenyző, aki a Formula–E-ben versenyez.

## Pályafutása

### Gokart
Karrierjét gokartozással kezdte 2004-ben. 2006-ban második lett a svájci gokart-bajnokság junior kategóriájában. Egy évvel később megnyerte a Brdigestone gokart-kupát.

### Formula Renault és GP3
2008-ban leszerződtette a Jenzer Motorsport. Az idényt a svájci Formula Renault 2.0 bajnokságban teljesítette, ahol az 5. pozíciót szerezte meg. Egy évvel később a széria bajnokává avanzsált. Szintén 2009-ben részt vett Formula Renault 2.0 Európa-kupa versenyein, ahol egy dobogós helyezést szerezve a 11. lett.
2010-ben csatlakozott a GP3 mezőnyéhez. Valenciában és Magyarországon is győzedelmeskedett, valamint további két alkalommal állhatott fel a dobogóra a szezon során, ami a 3. helyezés megszerzéséhez volt elég. Egy évvel később negyedik lett.
2012-ben átszerződött a Formula Renault 3.5-ben versenyző Draco Racing csapatához. 78 pontot és második helyet megszerezve a 9. pozícióban zárta az idényt. A következő idény sikeresebb volt a svájci számára; összesen 143 pontot szerzett és 2 alkalommal is elsőként látta meg a kockás zászlót, ezzel a teljesítménnyel az 5. helyezést érte el a végértékelésben.

### DTM
2014-től kezdve a DTM mezőnyét erősítette. A 2016-os szezon évnyitó versenyén szerzett dobogós helyezés volt DTM-es pályafutásának első komolyabb eredménye. Ugyan ebben az idényben szerezte meg első győzelmét a Norisringen. 2019-től kezdve rendszeresen nyújtott kiemelkedő teljesítményt. Többször is győzedelmeskedett a szezon során, ezzel a teljesítménnyel a második helyet érte el a végelszámolásban. A 2020-ban szintén második lett.

### Formula–E
2019-től kezdve a Dragon Racing csapatát erősítette a Formula–E-ben. A 2021-es Valencia nagydíjon a 2. helyen ért célba. Az idény további részében csak a DTM-ben versenyzett, helyére a svéd Joel Eriksson érkezett. 2023-tól kezdve az ABT CUPRA Formula E Team csapatával ismét részt vett a versenyeken.

### WEC
2017-ben egy verseny erejéig a Hosszútávú-világbajnokság LMP2 kategóriájában versenyzett a G-Drive Racing alakulatával. A futamot a 7. helyen zárta.
2022-ben visszatért a Vector Sport színeiben. A monzai versenyen dobogós helyezést ért el. A szezon utolsó versenyhétvégéjét a Peugeot gyári csapatával teljesítette a Hypercar kategóriában.

## Eredményei

### Karrier összefoglaló
| Szezon  | Bajnokság                               | Csapat                         | Kategória                   | Verseny                     | Győzelem                    | Pole                        | Leggyorsabb kör             | Dobogós helyezés            | Pont                        | Helyezés                    |
| ------- | --------------------------------------- | ------------------------------ | --------------------------- | --------------------------- | --------------------------- | --------------------------- | --------------------------- | --------------------------- | --------------------------- | --------------------------- |
| 2008    | Svájci Formula Renault 2.0              | Jenzer Motorsport              |                             | 12                          | 1                           | 0                           | 0                           | 3                           | 174                         | 5.                          |
| 2008    | Olasz Formula Renault 2.0               | Jenzer Motorsport              |                             | 4                           | 0                           | 0                           | 0                           | 0                           | 8                           | 32.                         |
| 2008    | Nyugat-Európai Formula Renault 2.0-kupa | Jenzer Motorsport              |                             | 2                           | 0                           | 0                           | 0                           | 0                           | 0                           | 52.                         |
| 2008    | Olasz Formula Renault 2.0               | Jenzer Motorsport              | Téli bajnokság              | 2                           | 0                           | 0                           | 0                           | 2                           | 52                          | 3.                          |
| 2009    | Formula Renault 2.0 Európa-kupa         | Jenzer Motorsport              |                             | 14                          | 0                           | 0                           | 0                           | 1                           | 25                          | 11.                         |
| 2009    | Svájci Formula Renault 2.0              | Jenzer Motorsport              |                             | 12                          | 9                           | 9                           | 8                           | 12                          | 317                         | 1.                          |
| 2010    | GP3                                     | Jenzer Motorsport              |                             | 16                          | 2                           | 1                           | 2                           | 4                           | 53                          | 3.                          |
| 2011    | GP3                                     | Jenzer Motorsport              |                             | 16                          | 1                           | 0                           | 0                           | 3                           | 36                          | 4.                          |
| 2012    | Formula Renault 3.5                     | International Draco Racing     |                             | 17                          | 0                           | 0                           | 0                           | 1                           | 78                          | 9.                          |
| 2013    | Formula Renault 3.5                     | International Draco Racing     |                             | 17                          | 2                           | 1                           | 0                           | 3                           | 143                         | 5.                          |
| 2014    | DTM                                     | Audi Sport Team Rosberg        |                             | 10                          | 0                           | 0                           | 1                           | 0                           | 10                          | 19.                         |
| 2014    | Blancpain GT Endurance-kupa             | Audi Race Experience           | Pro                         | 1                           | 0                           | 0                           | 0                           | 0                           | 0                           | HN                          |
| 2015    | DTM                                     | Audi Sport Team Rosberg        |                             | 18                          | 0                           | 0                           | 0                           | 0                           | 26                          | 21.                         |
| 2015    | Blancpain GT Endurance-kupa             | Belgian Audi Club Team WRT     | Pro                         | 3                           | 0                           | 1                           | 0                           | 1                           | 41                          | 9.                          |
| 2016    | DTM                                     | Audi Sport Team Abt            |                             | 18                          | 1                           | 1                           | 2                           | 2                           | 88                          | 9.                          |
| 2016    | Blancpain GT Endurance-kupa             | Belgian Audi Club Team WRT     | Pro                         | 3                           | 0                           | 1                           | 1                           | 1                           | 26                          | 10.                         |
| 2016    | Blancpain GT Sprint-kupa                | Belgian Audi Club Team WRT     | Pro                         | 4                           | 0                           | 0                           | 0                           | 0                           | 2                           | 27.                         |
| 2016    | Interkontinentális GT-bajnokság         | Audi Sport Team WRT            | Pro                         | 1                           | 0                           | 1                           | 1                           | 1                           | 18                          | 9.                          |
| 2016    | FIA GT-világkupa                        | Phoenix Racing Asia            | Gold                        | 0                           | 0                           | 0                           | 0                           | 0                           |                             | Ni                          |
| 2017    | DTM                                     | Audi Sport Team Abt Sportsline |                             | 18                          | 0                           | 0                           | 1                           | 2                           | 81                          | 12.                         |
| 2017    | Blancpain GT Endurance-kupa             | Audi Sport Team WRT            | Pro                         | 2                           | 0                           | 0                           | 0                           | 1                           | 29                          | 10.                         |
| 2017    | FIA GT-világkupa                        | Audi Sport Team WRT            | Platinum                    | 1                           | 0                           | 0                           | 0                           | 0                           |                             | Ki                          |
| 2017    | Interkontinentális GT-bajnokság         | Audi Sport Team WRT            | Pro                         | 1                           | 0                           | 0                           | 0                           | 0                           | 8                           | 12.                         |
| 2017    | Nürburgringi 24 órás autóverseny        | Audi Sport Team WRT            | SP9                         | 1                           | 0                           | 0                           | 0                           | 1                           |                             | 3.                          |
| 2017    | Ralikrossz-világbajnokság               | EKS RX                         | Supercar                    | 2                           | 0                           | 0                           | 0                           | 0                           | 13                          | 17.                         |
| 2017    | WEC                                     | G-Drive Racing                 | LMP2                        | 1                           | 0                           | 0                           | 0                           | 0                           | 6                           | 27.                         |
| 2017–18 | Formula–E                               | Audi Sport ABT Schaeffler      | Fejlesztőversenyző          | Fejlesztőversenyző          | Fejlesztőversenyző          | Fejlesztőversenyző          | Fejlesztőversenyző          | Fejlesztőversenyző          | Fejlesztőversenyző          | Fejlesztőversenyző          |
| 2018    | DTM                                     | Audi Sport Team Abt Sportsline |                             | 20                          | 0                           | 0                           | 0                           | 3                           | 96                          | 10.                         |
| 2018    | Blancpain GT Endurance-kupa             | Audi Sport Team WRT            | Pro                         | 1                           | 0                           | 0                           | 0                           | 0                           | 8                           | 39.                         |
| 2018    | Interkontinentális GT-bajnokság         | Audi Sport Team WRT            | Pro                         | 1                           | 0                           | 1                           | 0                           | 0                           | 12                          | 18.                         |
| 2018    | Ralikrossz-világbajnokság               | EKS Audi Sport                 | Supercar                    | 1                           | 0                           | 0                           | 0                           | 0                           | 10                          | 19.                         |
| 2018–19 | Formula–E                               | Audi Sport ABT Schaeffler      | Teszt- és tartalékversenyző | Teszt- és tartalékversenyző | Teszt- és tartalékversenyző | Teszt- és tartalékversenyző | Teszt- és tartalékversenyző | Teszt- és tartalékversenyző | Teszt- és tartalékversenyző | Teszt- és tartalékversenyző |
| 2019    | DTM                                     | Audi Sport Team Abt Sportsline |                             | 18                          | 3                           | 1                           | 4                           | 11                          | 250                         | 2.                          |
| 2019    | Blancpain GT Endurance-kupa             | Audi Sport Team WRT            | Pro                         | 1                           | 0                           | 0                           | 0                           | 0                           | 3                           | 32.                         |
| 2019    | Interkontinentális GT-bajnokság         | Audi Sport Team WRT            | Pro                         | 1                           | 0                           | 0                           | 0                           | 0                           | 0                           | Hn                          |
| 2019–20 | Formula–E                               | Geox Dragon                    |                             | 10                          | 0                           | 0                           | 1                           | 0                           | 0                           | 25.                         |
| 2020    | DTM                                     | Audi Sport Team Abt Sportsline |                             | 18                          | 6                           | 3                           | 5                           | 13                          | 330                         | 2.                          |
| 2020–21 | Formula–E                               | Dragon / Penske Autosport      |                             | 7                           | 0                           | 0                           | 0                           | 1                           | 30                          | 20.                         |
| 2021    | DTM                                     | Team Rosberg                   |                             | 16                          | 0                           | 0                           | 2                           | 1                           | 56                          | 10.                         |
| 2021    | GT Európa Endurance-kupa                | Audi Sport Team WRT            | Pro                         | 1                           | 0                           | 0                           | 0                           | 0                           | 18                          | 15.                         |
| 2021    | Interkontinentális GT-bajnokság         | Audi Sport Team WRT            | Pro                         | 2                           | 0                           | 0                           | 0                           | 0                           | 16                          | 12.                         |
| 2022    | DTM                                     | Team Rosberg                   |                             | 16                          | 1                           | 1                           | 0                           | 2                           | 105                         | 7.                          |
| 2022    | WEC                                     | Peugeot TotalEnergies          | Hypercar                    | 1                           | 0                           | 0                           | 0                           | 0                           | 18                          | 9.                          |
| 2022    | WEC                                     | Vector Sport                   | LMP2                        | 4                           | 0                           | 0                           | 0                           | 1                           | 16                          | 17.                         |
| 2022    | IMSA                                    | High Class Racing              | LMP2                        | 1                           | 0                           | 0                           | 0                           | 0                           | 0                           | Hn†                         |
| 2022    | GT Európa-kupa                          | Monster VR46 Team WRT          | Pro                         | 5                           | 0                           | 0                           | 0                           | 0                           | 30                          | 16.                         |
| 2022–23 | Formula–E                               | ABT Cupra Formula E Team       |                             | 15                          | 0                           | 0                           | 1                           | 0                           | 15                          | 19.                         |
| 2023    | WEC                                     | Peugeot TotalEnergies          | Hypercar                    | 6                           | 0                           | 0                           | 0                           | 0                           | 22                          | 13.                         |
| 2023–24 | Formula–E                               | ABT Cupra Formula E Team       |                             | 14                          | 0                           | 0                           | 0                           | 0                           | 52                          | 12.                         |
| 2024    | WEC                                     | Peugeot TotalEnergies          | Hypercar                    |                             |                             |                             |                             |                             |                             |                             |
| 2024–25 | Formula–E                               | Andretti Global                |                             |                             |                             |                             |                             |                             |                             |                             |

* A szezon jelenleg is zajlik.
† Vendégversenyzőként nem volt jogosult pontszerzésre.

### Teljes Formula Renault 2.0 Európa-kupa eredménysorozata
(Táblázat értelmezése)

(Félkövér: pole-pozícióból indult; dőlt: leggyorsabb kört futott) 

| Év   | Csapat            | 1       | 2         | 3        | 4        | 5       | 6       | 7        | 8        | 9        | 10       | 11      | 12       | 13       | 14       | Helyezés | Pont |
| ---- | ----------------- | ------- | --------- | -------- | -------- | ------- | ------- | -------- | -------- | -------- | -------- | ------- | -------- | -------- | -------- | -------- | ---- |
| 2009 | Jenzer Motorsport | CAT 1 2 | CAT 2 22† | SPA 1 17 | SPA 2 10 | HUN 1 7 | HUN 2 9 | SIL 1 15 | SIL 2 11 | LMS 1 17 | LMS 2 Ki | NÜR 1 5 | NÜR 2 11 | ALC 1 24 | ALC 2 12 | 11.      | 25   |

### Teljes GP3 eredménysorozata
(Táblázat értelmezése)

(Félkövér: pole-pozícióból indult; dőlt: leggyorsabb kört futott) 

| Év   | Csapat            | 1          | 2          | 3         | 4          | 5          | 6          | 7         | 8          | 9          | 10         | 11        | 12        | 13        | 14        | 15        | 16        | Helyezés | Pont |
| ---- | ----------------- | ---------- | ---------- | --------- | ---------- | ---------- | ---------- | --------- | ---------- | ---------- | ---------- | --------- | --------- | --------- | --------- | --------- | --------- | -------- | ---- |
| 2010 | Jenzer Motorsport | CAT FEA 13 | CAT SPR 9  | IST FEA 6 | IST SPR 4  | VAL FEA 7  | VAL SPR 1  | SIL FEA 3 | SIL SPR 4  | HOC FEA Ki | HOC SPR 17 | HUN FEA 1 | HUN SPR 6 | SPA FEA 4 | SPA SPR 6 | MNZ FEA 4 | MNZ SPR 3 | 3.       | 53   |
| 2011 | Jenzer Motorsport | IST FEA 11 | IST SPR 15 | CAT FEA 5 | CAT SPR Ki | VAL FEA Ki | VAL SPR 14 | SIL FEA 1 | SIL SPR 11 | NÜR FEA 15 | NÜR SPR 7  | HUN FEA 4 | HUN SPR 5 | SPA FEA 7 | SPA SPR 3 | MNZ FEA 4 | MNZ SPR 3 | 4.       | 36   |

### Teljes Formula Renault 3.5 eredménysorozata
(Táblázat értelmezése)

(Félkövér: pole-pozícióból indult; dőlt: leggyorsabb kört futott) 

| Év   | Csapat                     | 1        | 2        | 3        | 4       | 5       | 6        | 7        | 8       | 9        | 10       | 11      | 12      | 13       | 14       | 15      | 16       | 17       | Helyezés | Pont |
| ---- | -------------------------- | -------- | -------- | -------- | ------- | ------- | -------- | -------- | ------- | -------- | -------- | ------- | ------- | -------- | -------- | ------- | -------- | -------- | -------- | ---- |
| 2012 | International Draco Racing | ALC 1 Ki | ALC 2 Ki | MON 1 5  | SPA 1 5 | SPA 2 4 | NÜR 1 2  | NÜR 2 Ki | MSC 1 8 | MSC 2 Ki | SIL 1 Ki | SIL 2 7 | HUN 1 6 | HUN 2 Ki | LEC 1 8  | LEC 2 7 | CAT 1 12 | CAT 2 15 | 9.       | 78   |
| 2013 | International Draco Racing | MNZ 1 13 | MNZ 2 5  | ALC 1 Ki | ALC 2 5 | MON 1   | SPA 1 Ki | SPA 2 5  | MSC 1 7 | MSC 2 4  | RBR 1 13 | RBR 2 8 | HUN 1   | HUN 2 5  | LEC 1 10 | LEC 2   | CAT 1 12 | CAT 2 4  | 5.       | 143  |

### Teljes DTM eredménysorozata
(Táblázat értelmezése)

(Félkövér: pole-pozícióból indult; dőlt: leggyorsabb kört futott) 

| Év   | Csapat                         | Autó               | 1        | 2        | 3        | 4        | 5        | 6        | 7        | 8        | 9        | 10       | 11       | 12       | 13       | 14       | 15       | 16       | 17       | 18       | 19      | 20      | Helyezés | Pont |
| ---- | ------------------------------ | ------------------ | -------- | -------- | -------- | -------- | -------- | -------- | -------- | -------- | -------- | -------- | -------- | -------- | -------- | -------- | -------- | -------- | -------- | -------- | ------- | ------- | -------- | ---- |
| 2014 | Audi Sport Team Rosberg        | Audi RS5 DTM       | HOC 16   | OSC 16   | HUN 12   | NOR 18   | MSC 5    | SPL 19   | NÜR Ki   | LAU Ki   | ZAN Ki   | HOC 13   |          |          |          |          |          |          |          |          |         |         | 19.      | 10   |
| 2015 | Audi Sport Team Rosberg        | Audi RS5 DTM       | HOC 1 6  | HOC 2 19 | LAU 1 20 | LAU 2 9  | NOR 1 18 | NOR 2 19 | ZAN 1 9  | ZAN 2 21 | SPL 1 12 | SPL 2 5  | MSC 1 9  | MSC 2 9  | OSC 1 Ki | OSC 2 Ki | NÜR 1 16 | NÜR 2 16 | HOC 1 14 | HOC 2 16 |         |         | 21.      | 26   |
| 2016 | Audi Sport Team Abt            | Audi RS5 DTM       | HOC 1 3  | HOC 2 7  | SPL 1 10 | SPL 2 Ki | LAU 1 10 | LAU 2 8  | NOR 1 20 | NOR 2 1  | ZAN 1 20 | ZAN 2 5  | MSC 1 13 | MSC 2 7  | NÜR 1 11 | NÜR 2 5  | HUN 1 5  | HUN 2 Ki | HOC 1 15 | HOC 2 13 |         |         | 9.       | 88   |
| 2017 | Audi Sport Team Abt Sportsline | Audi RS5 DTM       | HOC 1 9  | HOC 2 5  | LAU 1 18 | LAU 2 6  | HUN 1 10 | HUN 2 4  | NOR 1 9  | NOR 2 13 | MSC 1 15 | MSC 2 15 | ZAN 1 10 | ZAN 2 4  | NÜR 1 11 | NÜR 2 Ki | SPL 1 3  | SPL 2 3  | HOC 1 12 | HOC 2 11 |         |         | 12.      | 81   |
| 2018 | Audi Sport Team Abt Sportsline | Audi RS5 DTM       | HOC 1 13 | HOC 2 13 | LAU 1 Ki | LAU 2 17 | HUN 1 3  | HUN 2 14 | NOR 1 18 | NOR 2 7  | ZAN 1 Ki | ZAN 2 7  | BRH 1 15 | BRH 2 10 | MIS 1 5  | MIS 2 10 | NÜR 1 10 | NÜR 2 14 | SPL 1 3  | SPL 2    | HOC 1 7 | HOC 2 4 | 10.      | 96   |
| 2019 | Audi Sport Team Abt Sportsline | Audi RS5 Turbo DTM | HOC 1 8  | HOC 2    | ZOL 1 3  | ZOL 2 8  | MIS 1 5  | MIS 2 1  | NOR 1 2  | NOR 2 8  | ASS 1 2  | ASS 2 3  | BRH 1 3  | BRH 2    | LAU 1    | LAU 2    | NÜR 1 15 | NÜR 2 6  | HOC 1 17 | HOC 2 1  |         |         | 2.       | 250  |
| 2020 | Audi Sport Team Abt Sportsline | Audi RS5 Turbo DTM | SPA 1    | SPA 2 1  | LAU 1    | LAU 2    | LAU 1 2  | LAU 2 5  | ASS 1 3  | ASS 2 3  | NÜR 1    | NÜR 2 5  | NÜR 1 5  | NÜR 2 1  | ZOL 1 3  | ZOL 2 9  | ZOL 1 6  | ZOL 2    | HOC 1    | HOC 2    |         |         | 2.       | 330  |
| 2021 | Team Rosberg                   | Audi R8 LMS Evo    | MNZ 1 7  | MNZ 2    | LAU 1 13 | LAU 2 10 | ZOL 1 10 | ZOL 2 4  | NÜR 1 7  | NÜR 2 9  | RBR 1 Ki | RBR 2 14 | ASS 1 Ki | ASS 2 8  | HOC 1 Ki | HOC 2 12 | NOR 1 8  | NOR 2 15 |          |          |         |         | 10.      | 56   |
| 2022 | Team Rosberg                   | Audi R8 LMS Evo II | ALG 1 Ki | ALG 2 1  | LAU 1 Ki | LAU 2 5  | IMO 1 2  | IMO 2 8  | NOR 1 Ki | NOR 2 12 | NÜR 1 Ki | NÜR 2 6  | SPA 1 6  | SPA 2 22 | RBR 1 6  | RBR 2 7  | HOC 1 8  | HOC 2 6  |          |          |         |         | 7.       | 105  |

### Teljes Blancpain GT Sprint-kupa eredménysorozata
(Táblázat értelmezése)

(Félkövér: pole-pozícióból indult; dőlt: leggyorsabb kört futott) 

| Év   | Csapat                     | Autó        | Kategória | 1      | 2      | 3      | 4      | 5        | 6         | 7      | 8      | 9         | 10        | Helyezés | Pont |
| ---- | -------------------------- | ----------- | --------- | ------ | ------ | ------ | ------ | -------- | --------- | ------ | ------ | --------- | --------- | -------- | ---- |
| 2016 | Belgian Audi Club Team WRT | Audi R8 LMS | Pro       | MIS QR | MIS CR | BRH QR | BRH CR | NÜR QR 5 | NÜR CR 34 | HUN QR | HUN CR | CAT QR Ki | CAT CR 14 | 27.      | 2    |

### Teljes Ralikrossz-világbajnokság eredménysorozata
| Év   | Csapat         | Autó    | 1   | 2   | 3   | 4   | 5   | 6   | 7   | 8   | 9      | 10    | 11  | 12  | Helyezés | Pont |
| ---- | -------------- | ------- | --- | --- | --- | --- | --- | --- | --- | --- | ------ | ----- | --- | --- | -------- | ---- |
| 2017 | EKS RX         | Audi S1 | BAR | POR | HOC | BEL | GBR | NOR | SWE | CAN | FRA 17 | LAT 6 | GER | RSA | 17.      | 13   |
| 2018 | EKS Audi Sport | Audi S1 | BAR | POR | BEL | GBR | NOR | SWE | CAN | FRA | LAT 9  | USA   | GER | RSA | 19.      | 10   |

### Teljes WEC eredménysorozata
(Táblázat értelmezése)

(Félkövér: pole-pozícióból indult; dőlt: leggyorsabb kört futott) 

| Év   | Csapat                | Kategória | Autó        | Motor                  | 1      | 2      | 3      | 4     | 5      | 6     | 7     | 8     | 9   | Helyezés | Pont |
| ---- | --------------------- | --------- | ----------- | ---------------------- | ------ | ------ | ------ | ----- | ------ | ----- | ----- | ----- | --- | -------- | ---- |
| 2017 | G-Drive Racing        | LMP2      | Oreca 07    | Gibson GK428 4.2 L V8  | SIL    | SPA    | LMS    | NÜR   | MEX    | COA   | FUJ   | SHA 7 | BHR | 27.      | 6    |
| 2022 | Vector Sport          | LMP2      | Oreca 07    | Gibson GK428 4.2 L V8  | SEB Hn | SPA 10 | LMS 13 | MNZ 3 | FUJ    |       |       |       |     | 17.      | 16   |
| 2022 | Peugeot TotalEnergies | Hypercar  | Peugeot 9X8 | Peugeot 2.6 L Turbo V6 |        |        |        |       |        | BHR 4 |       |       |     | 9.       | 18   |
| 2023 | Peugeot TotalEnergies | Hypercar  | Peugeot 9X8 | Peugeot 2.6 L Turbo V6 | SEB Hn | ALG 5  | SPA 9  | LMS 9 | MNZ 11 | FUJ   | BHR 8 |       |     | 13.      | 22   |
| 2024 | Peugeot TotalEnergies | Hypercar  | Peugeot 9X8 | Peugeot 2.6 L Turbo V6 | QAT    | IMO    | SPA    | LMS   | SÃO    | COA   | FUJ   | BHR   |     | *        | *    |

* A szezon jelenleg is zajlik.

### Teljes Le Mans-i 24 órás autóverseny eredménysorozata
| Év   | Csapat                | Csapattárs                     | Autó            | Kategória | Kör | Összetett Helyezés | Kategória Helyezés |
| ---- | --------------------- | ------------------------------ | --------------- | --------- | --- | ------------------ | ------------------ |
| 2022 | Vector Sport          | Sébastien Bourdais Ryan Cullen | Oreca 07-Gibson | LMP2      | 357 | 27.                | 22.                |
| 2023 | Peugeot TotalEnergies | Loïc Duval Gustavo Menezes     | Peugeot 9X8     | Hypercar  | 312 | 27.                | 12.                |
| 2024 | Peugeot TotalEnergies | Jean-Éric Vergne Mikkel Jensen | Peugeot 9X8     | Hypercar  | 309 | 12.                | 12.                |

### Teljes Daytonai 24 órás autóverseny eredménysorozata
| Év   | Csapat            | Csapattárs                                     | Autó            | Kategória | Kör | Összetett Helyezés | Kategória Helyezés |
| ---- | ----------------- | ---------------------------------------------- | --------------- | --------- | --- | ------------------ | ------------------ |
| 2022 | High Class Racing | Dennis Andersen Anders Fjordbach Fabio Scherer | Oreca 07-Gibson | LMP2      | 345 | Kiesett            | Kiesett            |

### Teljes Formula–E eredménylistája
(Táblázat értelmezése)

(Félkövér: pole-pozícióból indult; dőlt: leggyorsabb kört futott) 

| Év      | Csapat                    | 1      | 2      | 3      | 4      | 5      | 6      | 7      | 8      | 9      | 10     | 11     | 12     | 13    | 14     | 15     | 16    | 17  | Helyezés | Pont |
| ------- | ------------------------- | ------ | ------ | ------ | ------ | ------ | ------ | ------ | ------ | ------ | ------ | ------ | ------ | ----- | ------ | ------ | ----- | --- | -------- | ---- |
| 2019–20 | Geox Dragon               | DIR Ni | DIR Ki | SCL 12 | MEX Ki | MRK 20 | BER Hn | BER 14 | BER 12 | BER 20 | BER 17 | BER 22 |        |       |        |        |       |     | 25.      | 0    |
| 2020–21 | Dragon / Penske Autosport | DIR 21 | DIR 5  | ROM 13 | ROM 9  | VAL 2  | VAL 20 | MON 18 | PUE    | PUE    | NYC    | NYC    | LON    | LON   | BER    | BER    |       |     | 20.      | 30   |
| 2022–23 | ABT Cupra Formula E Team  | MEX 14 | DIR Ki | DIR Ki | HAI 11 | FOK Vi | SAP Ki | BER 15 | BER 9  | MON Ki | JAK 11 | JAK 12 | POR Ki | ROM 6 | ROM 10 | LON Ki | LON 8 |     | 19.      | 15   |
| 2023–24 | ABT Cupra Formula E Team  | MEX 17 | DIR 18 | DIR 13 | SAP Ki | TOK 7  | MIS 11 | MIS 4  | MON Ki | BER    | BER    | SHA 15 | SHA 15 | POR 5 | POR 6  | LON 6  | LON 6 |     | 12.      | 52   |
| 2024–25 | Andretti Global           | SAP .  | MEX    | JED    | JED    |        | MIA    | MON    | MON    | TOK    | TOK    | SHA    | SHA    | JAK   | BER    | BER    | LON   | LON | HN       | 0    |

* A szezon jelenleg is zajlik.
† A versenyt nem fejezte be, de helyezését értékelték, mert a versenytáv több, mint 90%-át teljesítette.